# Мехтиев, Шафигат Мамед оглы
Шафигат Мамед оглы Мехтиев (азерб. Şəfaət Məmməd oğlu Mehdiyev; 1912, Казьян, Зангезурский уезд — ?) — советский азербайджанский хлопковод, Герой Социалистического Труда (1948).

## Биография
Родился в 1912 году в селе Казьян Зангезурского уезда Елизаветпольской губернии (ныне село в Губадлинском районе Азербайджана).
В 1932—1977 годах — заведующий зерноводческой лабораторией в Кубатлинском и Зангеланском районах, главный агроном и директор Зангеланской МТС, заведующий земельным отделом, начальник Управления технических растений при Министерстве сельского хозяйства Азербайджанской ССР. В 1947 году, будучи директором МТС, получил в обслуживаемых колхозах урожай хлопка 52,64 центнеров с гектара на площади 205,8 гектаров.
Указом Президиума Верховного Совета СССР от 10 марта 1948 года за получение в 1947 году высоких урожаев хлопка Мехтиеву Шафигат Мамед оглы присвоено звание Героя Социалистического Труда с вручением ордена Ленина и золотой медали «Серп и Молот».
Активно участвовал в общественной жизни Азербайджана. Член КПСС с 1945 года. Делегат XX и XXII съездов КП Азербайджана.
С 1977 года — пенсионер союзного значения.